# Le Bourdet
Le Bourdet é uma comuna francesa na região administrativa da Nova Aquitânia, no departamento de Deux-Sèvres. Estende-se por uma área de 8,3 km². Em 2010 a comuna tinha 581 habitantes (densidade: 70 hab./km²).